# Leo Pavela
Leo Pavela (Rijeka, 4. lipnja 1970.) hrvatski je televizijski novinar i voditelj. 

## Životopis
Leo Pavela, hrvatski televizijski novinar i voditelj. Rođen 4. lipnja 1970. godine u Rijeci. Odrastao u otočkom gradu Malom Lošinju. Kao dijete pokazao interes za voditeljstvom, a uzor u voditeljstvu bio mu je hrvatski voditelj Oliver Mlakar.

### Počeci
Sa 17 godina prvi put počinje organizirati i voditi večernje programe u zabavnim centrima turističkog poduzeća "Jadranka" d.d. iz Malog Lošinja.
Bogato iskustvo u organizacijama i vođenjima izbora za miss i mister, festivala, koncerata, kongresa, karnevala, dječjih programa, predavanja donosi mu prve kontakte s talijanskim TV kućama te mu se ukazala mogućnost rada u Italiji kao televizijski voditelj.
Godine 1994. u Mali Lošinj došli su jezični stručnjaci s HRT-a, sa svojom govorničkom školom i velikim brojem vrsnih govornika, fonetičara i lektora.
Jasmina Nikić, dugogodišnja voditeljica Službe za jezik i govor, otkriva talent Lea Pavele te ga uključuje u rad škole govorništa HRT-a.

### Rad na HRT-u
16. siječnja 1994. Leo Pavela dobitnik je svjedodžbe za uspješno govorničko stvaralaštvo, govorne škole HRT-a, te je u Malom Lošinju proglašen kao najbolji voditelj od svih polaznika.
Taj uspjeh bio je pozivnica za daljnje usavršavanje na HRT-u pod vodstvom Službe za jezik i govor. Iste godine preselio se u Zagreb i počeo s poslom na HRT-u.
Prve je godine bio angažiran kao novinar na Radio Sljemenu i spiker/novinar na Radio Samoboru. Prvi posao za zabavni program HTV-a bio je vođenje Zadarskog festivala uz Mirnu Berend i Franu Lasića. Nakon zabavnog programa dobio je ponudu za rad u dječjem programu i ondje je vodio skupa s Davorom Dretarom-Dreletom zabavno-dječju emisiju "Halo tko igra", koju je uređivala Jasna Ulaga Valić.
Godine 1996. uslijedio je prelazak na informativni program. Ondje je Leo Pavela radio kao novinar za središnji TV Dnevnik, Motrišta, Prizmu, Gaudeamus, emisije iz "Svijeta znanosti" i za sve ostale emisije koje su koristile informativne materijale.
Godine 1999. napravio je vlastitu glazbenu emisiju "Trend - HRtop20" koji se emitirao prvotno na Nezavisnoj istarskoj televiziji, a potom na RiTV-u.

### Rad na RiTV-u
Od 1999. – 2001. Leo Pavela obnaša dužnost glavnog urednika na RiTV-u.
RiTV pod njegovim uređivanjem imao je od osam do deset programa dnevno. 
Pokrenute su emisije Lizaljka - seksi magazin (prvi u Hrvatskoj), Trend - HRtop20, Ultrazvuk - alternativna glazba, Dobar dan, Rijeko - mozaična emisija, Video spot - strana glazba, Tužite/hvalite - otvoreni politički magazin, emisije o zdravlju, klasičnoj glazbi, Ča je ča - prva televizijska emisija u Hrvatskoj na čakavskom narječju. Pod njegovim je vodstvom RiTV postao član CCN-a (Hrvatske mreže lokalnih televizija), te postao vodeći programski čimbenik od svih 13 lokalnih TV kuća u Hrvatskoj.

### Projekt "My Seagull"
Prijevod legendarne pjesme "Galeb i ja" Zdenka Runjića na engleski jezik.
Novinar Leo Pavela uspio je u svom naumu da legendarnu pjesmu splitskog kantautora prepjeva na engleski jezik. Runjićev "Galeb i ja" u engleskoj verziji nosi naslov "My Seagull" i službeno je predstavljen u riječkom klubu "El Rio" 2008. godine. Leo Pavela bio je redatelj spota i nositelj cijelog projekta. Poznati tekst Tomislava Zuppe prevela je riječka profesorica Vesna Valenčić, a za novi se aranžman pobrinuo Aleksandar Valenčić. Nakon uspješno odrađenog prevođenja pjesme "Moj galebe", slijedilo je stvaranje video-spota. Tu su sudjelovali Hrvatska turistička zajednica, Turistička zajednica Opatije, Grad Opatija i Turistička zajednica Mali Lošinj. Nakon što je uspješno predstavljena u Hrvatskoj i Austriji, engleska je verzija skladbe "Galeb i ja"  promovirana i u Velikoj Britaniji. Na poziv tamošnjih radijskih i televizijskih kuća, pjesmu je u Londonu predstavio njezin izvođač Leo Pavela.